# Andreas Pusch
Andreas Pusch (* 15. Juli 1955) ist ein deutscher Forstwissenschaftler und Naturschützer. Er war Leiter des Nationalparks Harz.
Seine Kindheit und Jugend verbrachte Andreas Pusch in Bad Harzburg. An der Universität Göttingen erwarb er den Abschluss als Diplom-Forstwissenschaftler. Anschließend war er u. a. im Land Niedersachsen im Forstplanungsamt, in der Forstlichen Versuchsanstalt und als Leiter einer Forstinspektion tätig. Ab April 2003 war er Leiter des Staatlichen Forstamtes Danndorf bei Wolfsburg. Mit der am 29. August 2004 beschlossenen Vereinigung der beiden Nationalparks Harz (Niedersachsen) und Hochharz (Sachsen-Anhalt) zum 1. Januar 2006 wurde er Leiter des neu fusionierten Nationalparks Harz. Nach der Pensionierung von Wolf-Eberhard Barth hatte er im Oktober 2004 bereits die Leitung des niedersächsischen Nationalparks Harz übernommen. Sein Dienstort war von 2006 bis zu seiner Pensionierung Ende April 2021 Wernigerode.